# Song rider
「song rider」（ソングライダー）は、2008年7月に発売されたnothingmanの1枚目のシングル。

## 概要
自主制作のシングルであり、価格は500円(税込)。

## 収録曲
1. song rider
2. 通り雨
3. 未来のその後も -remix 2008-
  - 3rdDEMOの「未来のその後も」の別バージョン。